# Грано-Маяківська сільська рада
Гра́но-Мая́ківська сільська рада (рос. Грано-Маяковский сельский совет) — сільське поселення у складі Романовського району Алтайського краю Росії.
Адміністративний центр та єдиний населений пункт — село Грановка.

## Населення
Населення — 356 осіб (2019; 457 в 2010, 563 у 2002).